# Сирадегян, Вано Смбатович
Вано́ Смба́тович Сирадегя́н (арм. Վանո Սմբատի Սիրադեղյան, 13 ноября 1946, село Коти, Ноемберянский район — 15 октября 2021) — армянский политический и общественный деятель, писатель.

## Биография
- Окончил среднюю школу в Кохбе.
- 1969—1974 — Ереванский государственный университет. Филолог, журналист. лауреат премии журнала
- «Дружба народов» (1982).
- 1966—1969 — служил в советской армии.
- 1974—1988 — работал в ряде периодических изданий республики.
- С 1988 — член комитета «Карабах», с декабря 1988 по май 1989 — был арестован, вместе с другими членами комитета.
- 1990—1992 — депутат Верховного совета Армянской ССР. Член партии «АОД».
- 1990—1991 — начальник управления лесного хозяйства Армении.
- 1991—1992 — советник президента Армении по внутриполитическим и социальным вопросам.
- 1992—1996 — министр внутренних дел Армении.
- 1996—1998 — мэр Еревана.
- 1998—1999 — депутат парламента. Член фракции «Республика».
- 30 мая 1999 — вновь избран депутатом парламента. Член постоянной комиссии по государственно-правовым вопросам. Член правления «АОД».
- 1999—2000 — председатель правления партии «АОД».
- 2000—2008 — находится в международном розыске.

4 апреля 2000 Национальное Собрание Республики Армения удовлетворило ходатайство Генпрокуратуры о лишении лидера Армянского Общенационального Движения Вано Сирадегяна депутатской неприкосновенности. До этого суд первой инстанции принял решение об изменении меры пресечения в отношении депутата НС Вано Сирадегяна. В отношении Сирадегяна выдвинуто обвинение почти по 10 статьям Уголовного Кодекса РА. Депутат обвиняется в том, что, будучи министром внутренних дел, организовал летом 1992 вооруженную преступную группу для осуществления нападений и убийств отдельных граждан и должностных лиц.